# فتح تدمر
كانت مدينة تدمر الواقعة في الشمال الشرقي من مدينة دمشق من المراكز العسكرية المحصنة في العصور الوسطى، وقد سكنها خليط من عدة قبائل عربية، كان أكثرهم من الغساسنة، وحين اتسعت رقعة البلدان الإسلامية ووصلت إلى الشام، أمر الخليفة أبو بكر في السنة الثانية عشرة من الهجرة بفتح تلك المناطق والمدن الشامية، فحاصر المسلمون مدينة تدمر من كل جانب، وقد تحصن بها أهلها، فهددهم خالد، وقد أصر على فتحها، ويبدو أنهم أدركوا حرج موقفهم في ظل غياب الدعم البيزنطي، فمالوا إلى طلب الصلح، وفتحوا أبواب مدينتهم للمسلمين، وهكذا أصبحت هذه المدينة منذ ذلك الوقت مدينة إسلامية.

## جغرافية تدمر وتاريخ قيامها
تدمر اسم مدينة تقع في الشمال الشرقي من مدينة دمشق، في منتصف الصَّحراء الشامية، وهي حالياً في محافظة حمص في المنطقة الوسطى من دولة سوريا، واسمها عند العرب والشاميين «تدمر»، وعند اليونانيين تسمى «بلميرا».
يعودُ تاريخ المدينة القديم إلى ما قبل الميلاد، وأول ذكر للمدينة في المراجع الرومانية كان عندما حاول مارك أنطوني في سنة ٤٢ -٤١ق.م في محاولته الفاشلة للاستيلاء على مغانمها، وأقدم نقش في المدينة يرجع إلى سنة ٩ق.م، وهو مكتوب بالخط الآرامي، وكان ذلك في الوقت الذي أصبحت فيه مدينة تدمر مركزًا هامًّا للتجارة بين الدولتين الرومانية والبارثية.

## العرب في الشام
أبرز قبائل الشَّام العربيَّة هي دون شك قبيلة الغساسنة، وأصلُهم يرجع إلى أزد اليمن، هاجروا إلى بادية الشَّام قبل أو بعد حادثة سيل العرم في اليمن، بفعل تصدُّع سد مأرب أو تهدُمه، وقد سبَّب ذلك تعطُّل الزراعة وتعطُّل النظام الاقتصادي.
وقد وفد الغساسنة على الشَّام، حين خلت البادية بين حوران والفُرات وعلى امتداد خمسُمائة كيلومتر من أي وُجودٍ عسكريٍّ بيزنطيّ وتخلّى الرُومُ عن الحزام المُمتد بين دمشق وتدمر.

## سياسة الخطة التوسعية للفتح الإسلامي عند أبي بكر الصديق
كان من البديهي أن يكون توسُّع الفُتوح الإسلاميَّة عند خليفة المسلمين أبي بكر الصديق عبر المناطق الجغرافية المألوفة للعرب بسبب رحلة الصَّيف لقبيلة قريش؛ ولهذا كانت بلاد الشام من أولى الاهتمامات التوسعيَّة في ذهن أبي بكر الصديق، وأيضًا: تعود بدايات السياسة التوسعية في تلك المنطقة إلى عصر الرسالة، وكانت هذه الرؤية حاضرة في ذهن أبي بكر الحريص على انتهاج سياسة النبي محمد صلى الله عليه وسلم التوسعية، منذ بداية عهده.
وكان الهدف من الفتوحات في زمن الخلفاء الراشدين هو نشر الإسلام؛ لذا حرص المسلمون على لإظهار القيم السامية لهذا الدين،  بخلاف ما كان يحدث في الدول والحضارات التي كانت تغزو بعضها البعض وتتوسع في الحكم على حساب بعضها.  

## أبو بكر الصديق يوجِّه قادة الجيوش لفتح بلاد الشام
أمر أبو بكر المسلمين بالاستعداد لفتح بلاد الشام، وبعد أن استكملت التجهيزات وتمت الاستعدادات، عين أبو بكر قادة الجيوش التي قرر أن يرسلها إلى بلاد الشام، وهي على الشكل التالي:
الجيش الأول: بقيادة يزيد بن أبي سفيان، وحدد له دمشق كهدف.
الجيش الثاني: بقيادة شرحبيل بن حسنة، وهدفه بصرى عاصمة حوران.
الجيش الثالث: بقيادة أبي عبيدة بن الجراح، وهدفه حمص.
الجيش الرابع: بقيادة عمرو بن العاص، وهدفه فلسطين.
الجيش الخامس: بقيادة عكرمة بن أبي جهل، أبقاه في المدينة كاحتياط.
انطلقت الجيوش الإسلامية من قاعدتها في المدينة باتجاه أهدافها المحددة، في أوقات مختلفة، وقد شعرت القبائل العربية المتنصرة، والمتحالفة مع بيزنطية بهذا الزحف، فخشيت من اجتياح إسلامي لقراها وأراضيها، فوضع هرقل خطة عسكرية لمواجهة المسلمين على أثر انتشارهم في أجزاء من بلاد الشام، المناورة بالخطوط الداخلية، وبناء على ذلك، تراجع البيزنطيون بسرعة من أمام المسلمين متخلين عن الأراضي المتاخمة لحدود الجزيرة العربية، ثم استجمعوا قواهم في أنطاكية، وفلسطين استعدادًا للتصدي للمسلمين، وهكذا نشأت أمام المسلمين حالة جديدة لم يكونوا يتوقعونها.
ووقف القادة المسلمون في بلاد الشام على هذه التعبئة البيزنطية، فتشاوروا فيما بينهم، واستقر الرأي على اقتراح قدمه عمرو بن العاص ويقضي باجتماع الجيوش الإسلامية في مكان واحد.
كتب أبو عبيدة رسالة إلى أبي بكر يعلمه بقرار القادة ويطلب موافقته عليه، وفعلًا وافق أبو بكر على هذا القرار، وأدرك في الوقت نفسه حرج موقف المسلمين على الجبهة الشامية، وأنهم بحاجة إلى قيادة عسكرية فذة تخرجهم من هذا الوضع الحرج، وجدها في خالد بن الوليد الذي انتشرت أخبار انتصاراته على الفرس في العراق، فاستشار أصحابه، فوافقوه.

## استدعاء خالد بن الوليد إلى الجبهة الشامية
في عام الثانية عشرة من الهجرة وجَّه أبو بكر خليفة المسلمين رسالة إلى قائد جيشه في العراق خالد بن الوليد، يأمره بالتوجه إلى بلاد الشام، لمساندة قائد جيش الشَّام أبا عبيدة بن الجراح، وأمر خالدًا أن يكون هو القائد ويقودهم جميعًا في حربه ضد جيوش الروم، فانتقل خالد بن الوليد من العراق إلى بلاد الشام بعد أن قسَّم جيش العراق إلى قسمين؛ واصطحب معه تسعة آلاف، وترك ثمانية آلاف بقيادة المثنى.
وكان عليه التحرك بسرعة ليقطع المسافة بين الحيرة في العراق، وبصرى في بلاد الشام والمسافة بينهما لا تقل عن ستمائة ميل، واختار طريق: عين التمر -قراقر- سوى -أرك -تدمر- القريتين -الغوطة- بصرى، ويتميز هذا الطريق بأنه خال من قلاع الفرس، والبيزنطيين ومسالحهم، ويصل بسالكه إلى بصرى دون أن يتعرض لهجمات العدو، لكنه يمر بمفازة قاحلة طويلة تحتاج إلى مسيرة خمسة أيام بلياليها، لا ماء فيها ولا كلأ، ويُعدُّ اجتيازها مغامرة قد تكون مميتة فهو طريق خطر على الرغم من قصر مسافته، واستطاع القائد أن يسير بجيشه هذه المفازة القاحلة، واستراح أفراد الجيش برهة في سوى، ثم تابعوا سيرهم حتى وصلوا إلى تدمر.
وكان لا يترك خلفهُ مواقع قائمة للبيزنطيين أو لِحُلفائهم من العرب، فصالح أهل مصيَّخ وبهراء وأرك بعد أن اصطدم بهم، وضرب الحصار حول تدمر.

## فتح تدمر
كانت تدمر من المراكز العسكرية المحصنة، فحاصرها المسلمون من كل جانب، وقد تحصن بها أهلها، فهددهم خالد، وقد أصر على فتحها، ويبدو أنهم أدركوا حرج موقفهم في ظل غياب الدعم البيزنطي، فمالوا إلى طلب الصلح، وفتحوا أبواب مدينتهم للمسلمين.
فأمنهم خالد بن الوليد عَلَى أن يكونوا ذمة يدفعون الجزية، وعلى أن يقرُّوا المسلمين فلا يضربون مسلمًا ولا يسبونه، ورضخوا لهم.
ولما ولي عمر بن الخطاب الخلافة بعد أبي بكر الصديق؛ عزل خالد بن الوليد من قيادة جيوش الشام وعيَّن مكانه أبا عبيدة وجعل خالدًا مستشاره في الحرب، فاستخلف أبو عبيدة على دمشق يزيد بن أبي سفيان بعد فتحها، فبعث يزيد دحية بن خليفة إلى تدمر في سرية ليمهدوا أمرها.